# Clayton de Sousa Moreira
Clayton de Sousa Moreira (Lussemburgo, 24 febbraio 1988) è un ex calciatore lussemburghese di origini capoverdiane, di ruolo difensore.

## Statistiche

### Cronologia presenze e reti in Nazionale
| Cronologia completa delle presenze e delle reti in nazionale ― Lussemburgo | Cronologia completa delle presenze e delle reti in nazionale ― Lussemburgo | Cronologia completa delle presenze e delle reti in nazionale ― Lussemburgo | Cronologia completa delle presenze e delle reti in nazionale ― Lussemburgo | Cronologia completa delle presenze e delle reti in nazionale ― Lussemburgo | Cronologia completa delle presenze e delle reti in nazionale ― Lussemburgo | Cronologia completa delle presenze e delle reti in nazionale ― Lussemburgo | Cronologia completa delle presenze e delle reti in nazionale ― Lussemburgo |
| Data                                                                       | Città                                                                      | In casa                                                                    | Risultato                                                                  | Ospiti                                                                     | Competizione                                                               | Reti                                                                       | Note                                                                       |
| -------------------------------------------------------------------------- | -------------------------------------------------------------------------- | -------------------------------------------------------------------------- | -------------------------------------------------------------------------- | -------------------------------------------------------------------------- | -------------------------------------------------------------------------- | -------------------------------------------------------------------------- | -------------------------------------------------------------------------- |
| 27-5-2006                                                                  | Friburgo                                                                   | Germania                                                                   | 7 – 0                                                                      | Lussemburgo                                                                | Amichevole                                                                 | -                                                                          | 55’                                                                        |
| 8-6-2006                                                                   | Lussemburgo                                                                | Lussemburgo                                                                | 0 – 3                                                                      | Ucraina                                                                    | Amichevole                                                                 | -                                                                          | 86’                                                                        |
| 6-9-2006                                                                   | Hesperange                                                                 | Lussemburgo                                                                | 0 – 0                                                                      | Lettonia                                                                   | Amichevole                                                                 | -                                                                          | 91’                                                                        |
| 7-2-2007                                                                   | Hesperange                                                                 | Lussemburgo                                                                | 2 – 1                                                                      | Gambia                                                                     | Amichevole                                                                 | -                                                                          | 77’                                                                        |
| 22-8-2007                                                                  | Lussemburgo                                                                | Lussemburgo                                                                | 0 – 0                                                                      | Georgia                                                                    | Amichevole                                                                 | -                                                                          | 70’                                                                        |
| 27-5-2008                                                                  | Lussemburgo                                                                | Lussemburgo                                                                | 1 – 1                                                                      | Capo Verde                                                                 | Amichevole                                                                 | -                                                                          | 93’                                                                        |
| Totale                                                                     |                                                                            | Presenze                                                                   | 6                                                                          |                                                                            | Reti                                                                       | 0                                                                          |                                                                            |

## Palmarès

### Club

#### Competizioni nazionali
- Campionato lussemburghese: 3

Jeunesse Esch: 2009-2010
F91 Dudelange: 2015-2016, 2016-2017
- Coppa del Lussemburgo: 3

Jeunesse Esch: 2012-2013
F91 Dudelange: 2015-2016, 2016-2017